# Carlos Guastavino
Carlos Guastavino (Santa Fé, 5 de abril de 1912 – Buenos Aires, 28 de outubro de 2000) foi um compositor argentino.
Aluno de Manuel de Falla, é considerado como um dos maiores compositores argentinos do século XX, tendo produzido mais de 500 obras, na sua maioria canções para piano e voz, muitas ainda não publicadas. Conhecido como "o Schubert dos pampas", seu estilo era um tanto conservador, sempre tonal e romântico. Suas composições foram claramente influenciadas pela música folclórica argentina.
Algumas de suas canções como Pueblito, mi pueblo, La rosa y el sauce e Se equivocó la paloma, fizeram grande sucesso em seu país. Ao contrário de muitos compositores, Guastavino obtinha suficiente remuneração de seus direitos autorais e de performance, não necessitando outro ofício a não ser o de compositor.
Célebres intérpretes, como Teresa Berganza, Martha Argerich, Gidon Kremer, José Carreras, Kiri Te Kanawa, Patricia Caicedo, Bernarda Fink, Cecilia Pillado, María Isabel Siewers, Jorge Chaminé, Agathe Martel e Karina Gauvin incluem peças de Guastavino em seus repertórios.

## Vida
Carlos Guastavino nasceu na província de Santa Fé, na Argentina. Estudou música com Esperanza Lothringer e Dominga Iaffei em Santa Fé, e com Athos Palma em Buenos Aires. Pianista de talento, Guastavino apresentou suas obras para piano em Londres, a convite da BBC, de 1947 a 1949. Nesta mesma época, a Orquestra Sinfônica da BBC estreou a versão orquestrada de sua peça Tres Romances Argentinos, sob a regência de Walter Goehr. Mais tarde, em 1956, Guastavino fez turnê pela União Soviética e China, apresentando suas canções para voz e piano.

## Estilo
O estilo musical de Guastavino revela influência de compositores europeus como Albéniz, Granados, Rachmaninoff, Chabrier, de Falla, Debussy e Ravel, bem como de célebres compositores argentinos do século XIX, como Alberto Williams, Ernesto Dragonsch, Francisco Hargreaves, Eduardo García Mansilla e em especial Julián Aguirre, cujo estilo delicado e intimista ao piano foi influência marcante na obra de Guastavino. Seu isolamento dos movimentos modernista e avant-garde que ocorriam ao seu redor, e o conteúdo conscientemente nacionalista de suas canções o tornaram um modelo para compositores populares na Argentina na década de 1960.
Guastavino publicou mais de cento e cinquenta canções para voz e piano, bem como várias peças para piano solo, corais e música de câmara. Também musicou obras de poetas como Rafael Alberti, Leon Benaros, Hamlet Lima Quintana, Atahualpa Yupanqui, Pablo Neruda, Gabriela Mistral e Jorge Luis Borges, entre outros. Poucas de suas canções contém textos de sua própria autoria. Suas obras para orquestra incluem Divertissement; fue una vez, comissionada por Colonel de Basil para seu Ballet Russe original e estreada no Teatro Colón em Buenos Aires, em 1942, e a Suíte Argentina, que foi apresentada em Londres, Paris, Barcelona e Havana pelo Ballet Español de Isabel Lopez. Guastavino também compôs três sonatas para violão.